# Travel Channel
Travel Channel (estilizado como Trvl Channel desde 2018 exceto em Portugal) é um canal de televisão paga americano de propriedade da Discovery Inc., que anteriormente possuía o canal de 1997 a 2007. O canal está sediado em Chevy Chase, Maryland, Estados Unidos.
O canal apresenta documentários, realitys e instruções relacionadas a viagens e lazer nos Estados Unidos e em todo o mundo. A programação inclui programas em safáris de animais africanos, visitas a grandes hotéis e resorts, visitas a cidades e cidades importantes em todo o mundo, programação de vários alimentos em todo o mundo e programação de fantasmas e atividades paranormais em edifícios notáveis.
Em fevereiro de 2015, o Travel Channel está disponível para aproximadamente 91,5 milhões de lares (78,6% dos lares com televisão) nos Estados Unidos.

## História

Logotipo do Travel Channel usado de 26 de fevereiro de 2011 a 30 de setembro de 2018. Em Portugal ainda é usado.

O Travel Channel foi lançado em 1 de fevereiro de 1987; foi fundada pela TWA Marketing Services (subsidiária da Trans World Airlines), supostamente para impulsionar o patrocínio de companhias aéreas. O nome do canal foi derivado da programação de preenchimento relacionada à viagem que foi ao ar entre os programas da Home Theater Network. A TWA adquiriu os direitos de nome das Comunicações por Satélite do Grupo W em 1986 e assumiu o lugar do transponder da HTN após o fechamento do canal a cabo premium em janeiro de 1987. Em 1997, o canal foi posteriormente vendida para a Landmark Communications, então proprietária do The Weather Channel, e eventualmente para a Paxson Communications.